# Bonaventura von Brederlow
Heinrich Friedrich Bonaventura von Brederlow (* 3. Juni 1791 auf Gut Groß-Saalau; † 3. Februar 1867 in Merseburg) war ein preußischer Generalmajor und Reisemarschall von Herzog Franz von Anhalt-Dessau.

## Leben

### Herkunft
Bonaventura entstammte dem alten pommerschen Adelsgeschlecht Brederlow. Er war der Sohn des Adam Carl Wilhelm von Brederlow (1754–1804) und dessen Ehefrau Caroline Ernestine, geborene von Pogwisch. Sein Vater war Landschaftsrat sowie Herr auf Groß- und Klein-Saalau und anderen. Brederlow war ein Vetter von Goethes Schwiegertochter Ottilie von Goethe, geborene von Pogwisch.

### Militärkarriere
Brederlow begann seine militärische Laufbahn in der Preußischen Armee als Gefreiterkorporal im Infanterieregiment „von Rüchel“. Mit dem Regiment nahm er während des Feldzuges 1806/07 als Fähnrich an der Schlacht bei Preußisch Eylau sowie den Gefechten bei Soldau und Königsberg teil. Nach dem Frieden von Tilsit verblieb Brederlow bei der Armee und kam am 3. Januar 1808 unter Beförderung zum Sekondeleutnant in das 1. Ostpreußische Infanterie-Regiment. 1812 wurde er dem französischen General van Hogendorp sowie dem französischen Konteradmiral Graf Raste zugeteilt.
In den Befreiungskriegen nahm Bredelow als Premierleutnant zunächst an der Schlacht an der Katzbach teil. Bei Leipzig wurde er verwundet und mit dem Eisernen Kreuz II. Klasse ausgezeichnet. Er kämpfte dann bei Laon und erhielt nach der Schlacht bei Paris den Orden des Heiligen Wladimir IV. Klasse. Er avancierte weiter und stieg bis April 1815 zum Kapitän im 2. Rheinischen Landwehrregiment auf. Im Jahr 1822 wurde er Major und kam Ende März 1834 als Kommandeur des I. Bataillons in das 19. Infanterie-Regiment nach Posen. Hier stieg Bredelow am 30. März 1838 zum Oberstleutnant auf und erhielt zwei Jahre später als Oberst den Posten als Zweiter Kommandant von Posen. Unter Verleihung des Charakters als Generalmajor wurde Bredelow am 9. November 1844 mit der gesetzlichen Pension verabschiedet. Am 18. Oktober 1861 wurde er noch mit dem Roten Adlerorden III. Klasse mit der Schleife ausgezeichnet. Er war auch Ehrenritter des Johanniterordens.

### Familie
Brederlow heiratete am 28. Mai 1828 in Langenstein Caroline Wilhelmine Antoniette von Branconi (1803–1888), die der alten kalabrischen Familie Pessina entstammte. Sie war die Tochter des königlich-preußischen Kammerherrn Anton von Branconi (1762–1827) und dessen Ehefrau Sophie Caroline geborene von Rössing (1767–1852). Das Paar hatte vier Kinder:
- Bonaventura Franz Heinrich Goswin (* 20. September 1827; † 9. Juli 1893), preußischer Oberst a. D. ⚭ 1872 Bertha von Lorch (* 8. Oktober 1846; † 1. Dezember 1924)
- Karoline (* 22. November 1829; † 6. März 1874)
- Gustav Ludolf Werner (* 8. April 1831; † 15. Februar 1893), Hauptmann, Herr auf Tragarth ⚭ 1874 Anna Molineus (* 31. Dezember 1845; † 26. Juli 1918)
- Christiane Marie Hildegard (* 13. Dezember 1833; † 31. März 1916) ⚭ Emil von Schwartzkoppen (1810–1878), preußischer General der Infanterie